# Juan José Tamayo
Juan José Tamayo (7 d'octubre de 1946, Amusco, Palència), és un teòleg espanyol vinculat a la Teologia de l'alliberament, sobre la qual ha publicat diverses obres. És secretari general de l'Asociación Teológica Juan XXIII.

## Obres
- 1976 - Por una Iglesia del pueblo. Madrid, Mañana[4]
- 1989 - Para comprender la teología de la liberación. Estella, Verbo Divino[5]
- 1993 - Conceptos fundamentales del cristianismo. Madrid, Trotta[6]
- Hacia la comunidad:

- 1995 - Hacia la comunidad 1. La marginación, lugar social de los cristianos Trotta, Madrid, 1998, 3ª ed.
- 1994 - Hacia la comunidad 2. Iglesia profética, Iglesia de los pobres. Trotta, Madrid, 2003, 2ª ed.
- 1995 - Hacia la comunidad 3. Los sacramentos, liturgia del prójimo. Trotta, Madrid, 2003, 2ª ed.
- 1996 - Hacia la comunidad 4. Imágenes de Jesús. Condicionamientos sociales, culturales, religiosos y de género. Trotta, Madrid
- 1998 - Hacía la comunidad 5. Por eso lo mataron. El horizonte ético de Jesús de Nazaret. Trotta, Madrid, 2004, 2ª ed.
- 2000 - Hacia la comunidad 6. Dios y Jesús. El horizonte religiosos de Jesús de Nazaret. Trotta, Madrid,2006, 4ª ed.

- 2000 - Diez palabras clave sobre Jesús de Nazaret. Estella, Verbo Divino[13]
- 2003 - Nuevo paradigma teológico. Madrid, Trotta, 2009, 3ª ed.[14]
- 2003 - Adiós a la cristiandad. Barcelona, Ediciones B.[15]
- 2004 - Fundamentalismos y diálogo entre religiones Madrid, Trotta, 2009, 2ª ed.[16]
- 2005 - Iglesia y sociedad en España, Madrid, Trotta. En colaboración con Jose María Castillo.[17]
- 2005 - Nuevo diccionario de teología, Madrid, Trotta.[18]
- 2006 - Tamayo-Acosta, Juan José. Desde la heterodoxia: reflexiones sobre laicismo, política y religión.  Madrid: Ediciones del Laberinto, 2006. ISBN 8484832562.
- 2007 - " Culturas y religiones en diálogo". Juan José Tamayo y María José Fariñas. Editorial Síntesis. Madrid, 2007[19]
- 2008 - Tamayo Acosta, Juan José (dir.); Rodríguez Gómez, Edgardo (coord.). Aportación de la Teología de la Liberación a los Derechos Humanos.  Dykinson. ISBN 978-84-9849-378-8.
- 2009 - Tamayo Acosta, Juan José. La Teología de la Liberación. En el nuevo escenario político y religioso.[20]
- 2009 - Islam. Cultura, religión y política, Madrid, Trotta, 2009, 2ª ed.; 2010 ss: nuevas ediciones. ISBN 978-84-9879-016-0
- 2010 - Tamayo-Acosta, Juan José. En la frontera: cristianismo y laicidad.  Madrid: Popular, 2010. ISBN 9788478844753.
  - Tamayo-Acosta, Juan José. Pueblos indígenas, derechos y desafíos: homenaje a monseñor Leónidas Proaño.  Valencia: ADG-N Libros, 2010. ISBN 9788492333042.
- 2011 - Otra teología es posible, Pluralismo religioso, interculturalidad y feminismo. Barcelona, Herder, 2012, 2ª ed. ISBN 978-84-254-2788-6
  - Tamayo-Acosta, Juan José. Otra religión es posible desafíos de la ciencia y la cultura.  Madrid: TYVE Technologies, 2011. ISBN 9788476310205.
- 2012 - Ignacio Ellacuría. Intelectual, Filosofo y Teologo, ADG-N EDITORIAL, 2012. ISBN 9788493882860
- 2012 - Invitación a la utopía. Ensayo histórico para tiempos de crisis, 2012-, Trotta, Madrid, 2012. ISBN 978-8498 793123
- 2013 - Tamayo-Acosta, Juan José. Cincuenta intelectuales para una conciencia crítica. Primera.  Barcelona: Fragmenta Editorial, 2013. ISBN 9788492416776.
- 2014 - Tamayo-Acosta, Juan José, Alveranga, Luis (Directores). Ignacio Ellacuría : utopía y teoría crítica. Primera.  Valencia: Tirant Humanidades.
- 2015 - Tamayo-Acosta, Juan José. Religión, razón y esperanza: El pensamiento de Ernst Bloch. Primera.  Valencia: Tirant Humanidades.
- 2015 - Tamayo-Acosta, Juan José. San Romero de América. Mártir de la justicia. Primera.  Valencia: Tirant Humanidades.
- 2020 - Tamayo-Acosta, Juan José. La internacional del odio. ¿Cómo se construye? ¿Cómo se deconstruye?. Primera.  Barcelona: Icaria.
- 2021 - Tamayo-Acosta, Juan José. La compasión en un mundo injusto.  Barcelona: Fragmenta Editorial, 2021.